# Ruta G-192
La Ruta G-192 es una carretera de Chile, que une el centro de Santiago con Peñalolén. La ruta recibe cuatro nombres, Calle Arica, Avenida Blanco Encalada, Avenida Manuel Antonio Matta y Avenida Grecia.

## Calle Arica
La Calle Arica cubre desde la Avenida 5 de abril, en Estación Central, hasta el Túnel Los Trenes, que cruza las líneas del tren por debajo. Su longitud es de 2 kilómetros y está rodeado principalmente de casas.

## Túnel Los Trenes
El Túnel Los Trenes es un túnel construido el año 2006, para conectar la ciudad de Santiago poniente con el oriente, además crear nuevas vías de transporte. El túnel conecta las Calle Arica y la Avenida Blanco Encalada.

## Avenida Blanco Encalada
La Avenida Blanco Encalada cubre desde la Avenida Exposición, hasta la Autopista Central, en donde se encuentra la Estación Parque O'Higgins. Con una longitud total de 3 km, está principalmente rodeado de comercio y grandes estructuras, entre ellas el Club Hípico de Santiago. En ella está también la Facultad de Ciencias Físicas y Matemáticas de la Universidad de Chile.

## Avenida Manuel Antonio Matta
La Avenida Manuel Antonio Matta cubre desde la Autopista Central hasta la Avenida Vicuña Mackenna, límite de Santiago con Ñuñoa, en donde se encuentra la Estación Irarrázaval. Con una longitud de 4 kilómetros es, mayoritariamente, de uso comercial, con algunos edificios.

## Avenida Grecia
La Avenida Grecia cubre desde la Avenida Vicuña Mackenna hasta la Calle Diagonal Las Torres, al oriente de la ciudad. Se encuentran dos estaciones del metro, la Estación Irarrázaval de la Línea 5 del Metro de Santiago en Avenida Vicuña Mackenna, y la Estación Grecia de la Línea 4 del Metro de Santiago en la Rotonda Grecia. Cubre 13 kilómetros y dos comunas, Ñuñoa y Peñalolén, divididas por la Rotonda Grecia, creada para alivianar el tránsito de la Ruta G-192 y la Ruta CH-70. Su uso es mayoritariamente residencial, con altas estructuras en Ñuñoa, y algunos puntos son de comercio, como Ictinos en Peñalolén, en sus orillas se encuentran el Estadio Nacional de Chile y la Ilustre Municipalidad de Peñalolén.

## Enlaces
- Km 0 Avenida 5 de abril.
- Km 2 Avenida Exposición, a Santiago centro.
- Km 5 Club Hípico de Santiago.
- Km 9 Avenida Vicuña Mackenna.
- Km 12 Estadio Nacional-Julio Martínez.
- Km 15 Avenida Américo Vespucio, Rotonda Grecia.
- Km 16 Ictinos, Plaza Ictinos y Barrio Ictinos.
- Km 17 Avenida Tobalaba.
- Km 20 Ilustre Municipalidad de Peñalolén.
- Km 22 Fin de la ciudad.

## Estaciones delMetro de Santiago
- Parque O'Higgins  en Avenida Manuel Antonio Matta con Autopista Central.
- Matta  en Avenida Manuel Antonio Matta con Avenida Santa Rosa.
- Irarrázaval  y  en Avenida Manuel Antonio Matta con Avenida General Bustamante.
- Estadio Nacional,  en Avenida Grecia con Avenida Pedro de Valdivia.
- Grecia  en Avenida Grecia con Autopista Vespucio Sur.